# Девеселу
Девеселу (рум. Deveselu) — коммуна в Румынии, жудец Олт.

## Население
Численность населения за девять лет, с 2002 года по 2011 год, уменьшилась на 192 человека (6 %), и по данным переписи 2011 года, составила 3157 человек. Подавляющее большинство, 95,34 %, составляют румыны.

## База ПРО
Военно-воздушная база Девеселу, построенная советскими специалистами, просуществовала с 1952 года до 2002 года.
В 2010 году президент Румынии Траян Бэсеску дал согласие на размещение ракет-перехватчиков.
В 2014 году в Девеселу начались работы по размещению противоракетного комплекса, являющегося составной частью создаваемой США и НАТО европейской ПРО, и состоящего из американского многоцелевого зенитно-ракетного комплекса Aegis Ashore, оснащённого ракетами-перехватчиками SM-3 (Standard Missile 3), способными уничтожать межконтинентальные баллистические ракеты и ракеты средней дальности на высоте до 250 км. В декабре 2015 года США и Румыния завершили развёртывание американского комплекса противоракетной обороны Aegis Ashore в Девеселу, в начале 2016 года её подключат к системе ПРО НАТО.
В августе 2016 года США начали перемещать на румынскую базу Девеселу ядерное оружие с базы Инджирлик в Турции.

### Технические возможности комплекса
Техническое оснащение базы включает, три батареи с 24 ракетами-перехватчиками SM-3, радар наведения противоракет и оборудование связи. РЛС обнаружения ракет противника, будут размещены в других странах.
Перехватчики SM-3 (Standard Missile 3) производятся компанией Raytheon, их длина 6,55 метра, диаметр 0,34 метра. У перехватчиков в Девеселу нет взрывчатки и другой опасной начинки (ядерной, биологической или химической). Они предназначены для уничтожения ракеты противника кинетической силой удара. Дальность автономного полета — 500 километров, максимальная скорость — 9600 километров в час.
Запуск ракет-перехватчиков осуществляется из унифицированных пусковых установок вертикального пуска MK-41 (Mark 41 Vertical Launching System). Помимо запуска ракет «Стандарт» SM-2, SM-3 и SM-6, ASROC, «Си Спарроу», ESSM установка может осуществлять пуски крылатых ракет «Томагавк», из-за чего Россия неоднократно выражала обеспокоенность.
Функционирование системы оценивается порядка $20 млн в год.
База в Девеселу будет находиться в подчинении Объединенного командования НАТО в Неаполе.

### Скандал с американскими военнослужащими
Александра Мэчешану, 15-летняя девочка из села Добрословень следуя домой по автотрассе села в попутную машину, направляющаяся в город Каракал, после чего была найдена мертвой. Позднее убийца был пойман. Им оказался 66-летний автомеханик Георге Динкэ, который сознался в совершенном преступлении.
Как писала румынская пресса, выяснилось, что Динкэ был одним из организаторов преступной сети, занимающейся похищением несовершеннолетних учениц старших классов, которых заставляли оказывать интим услуги военнослужащим американской военной базы в Девеселу. По мнению журналистов, сеть по «обслуживанию» американских военных на румынской военной базе существовала более 10 лет.
Вскоре после этих событий, посол США в Бухаресте Ханс Клемм встретился с вице-премьером правительства Румынии — министром внутренних дел Михаем Фифором. Журналисты были уверены, что за рамками официальной встречи между послом США и главой МВД мог состояться разговор о преступлении в Каракале. После встречи посла США и главы румынского МВД несколько военнослужащих из Девеселу были срочно отправлены обратно в США, аналогично ситуации с журналистом Тео Питером, которого сбил американский военный в 2004 году в Бухаресте.
Румынская общественность и журналисты обратились в посольство США с требованием дать объяснение данным событиям, напомнив о теме проституции на базе в Девеселу и о загадочной смерти одного из организаторов преступной сети в тюрьме Каракала, но ответа не получила.